# The Vere (ö i Storbritannien, lat 60,70, long -0,82)
The Vere är en ö i Storbritannien.   Den ligger i kommunen Shetlandsöarna och riksdelen Skottland, i den norra delen av landet, 1 000 km norr om huvudstaden London.